# Pteromalus proprius
Pteromalus proprius is een vliesvleugelig insect uit de familie Pteromalidae. De wetenschappelijke naam is voor het eerst geldig gepubliceerd in 1874 door Walker.